# Episodi di Elvira's Movie Macabre (serie televisiva 2010)
La serie televisiva Elvira's Movie Macabre, composta da un'unica stagione, è stata trasmessa in anteprima negli Stati Uniti d'America dall'emittente This TV dal 20 settembre 2010 al 16 maggio 2011. Dei 26 episodi prodotti sei non vennero trasmessi, ma sono stati rilasciati sia su DVD che su iTunes.
La serie è inedita in Italia.
| nº | Titolo originale                          | Prima TV USA      |
| -- | ----------------------------------------- | ----------------- |
| 1  | Night of the Living Dead                  | 20 settembre 2010 |
| 2  | The Terror                                | 27 settembre 2010 |
| 3  | The Giant Gila Monster                    | 4 ottobre 2010    |
| 4  | The Brain That Wouldn't Die               | 11 ottobre 2010   |
| 5  | The Satanic Rites of Dracula              | 18 ottobre 2010   |
| 6  | Scared to Death                           | 25 ottobre 2010   |
| 7  | The Werewolf of Washington                | 1° novembre 2010  |
| 8  | Eegah                                     | 8 novembre 2010   |
| 9  | Teenagers from Outer Space                | 15 novembre 2010  |
| 10 | Santa Claus Conquers the Martians         | 20 dicembre 2010  |
| 11 | I Eat Your Skin                           | 17 gennaio 2011   |
| 12 | Don't Look in the Basement                | 24 gennaio 2011   |
| 13 | Untamed Women                             | 31 gennaio 2011   |
| 14 | Jesse James Meets Frankenstein's Daughter | 7 febbraio 2011   |
| 15 | Lady Frankenstein                         | 14 febbraio 2011  |
| 16 | The Manster                               | 21 febbraio 2011  |
| 17 | Tormented                                 | 25 aprile 2011    |
| 18 | Manos: The Hands of Fate                  | 2 maggio 2011     |
| 19 | Hercules and the Captive Women            | 9 maggio 2011     |
| 20 | A Bucket of Blood                         | 16 maggio 2011    |
| 21 | Attack of the Giant Leeches               | Non trasmesso     |
| 22 | Beast from Haunted Cave                   | Non trasmesso     |
| 23 | Monster from a Prehistoric Planet         | Non trasmesso     |
| 24 | The Killer Shrews                         | Non trasmesso     |
| 25 | The Wasp Woman                            | Non trasmesso     |
| 26 | The Wild Women of Wongo                   | Non trasmesso     |